# Roilya Ranaivosoa
Marie Hanitra Roilya Ranaivosoa (sinh 14 Tháng 11 1990), thường được gọi là Roilya Ranaivosoa, là một nữ vận động viên cử tạ người Mauritius gốc Malagasy, cạnh tranh trong hạng mục 48 kg và đại diện cho Mauritius tại các cuộc thi quốc tế.
Cô thi đấu tại giải vô địch thế giới, gần đây nhất là Giải vô địch cử tạ thế giới 2015. Cô đã tham gia Đại hội Thể thao Khối thịnh vượng chung 2014 trong nội dung 58 kg.

## Kết quả chính
| Năm                        | Địa điểm                               | Cân nặng              | Cử giật (kg)          | Cử giật (kg)          | Cử giật (kg)          | Cử giật (kg)          | Cử đẩy (kg)           | Cử đẩy (kg)           | Cử đẩy (kg)           | Cử đẩy (kg)           | Toàn bộ               | Cấp                   |
| Năm                        | Địa điểm                               | Cân nặng              | 1                     | 2                     | 3                     | Cấp                   | 1                     | 2                     | 3                     | Cấp                   | Toàn bộ               | Cấp                   |
| Giải vô địch thế giới      | Giải vô địch thế giới                  | Giải vô địch thế giới | Giải vô địch thế giới | Giải vô địch thế giới | Giải vô địch thế giới | Giải vô địch thế giới | Giải vô địch thế giới | Giải vô địch thế giới | Giải vô địch thế giới | Giải vô địch thế giới | Giải vô địch thế giới | Giải vô địch thế giới |
| -------------------------- | -------------------------------------- | --------------------- | --------------------- | --------------------- | --------------------- | --------------------- | --------------------- | --------------------- | --------------------- | --------------------- | --------------------- | --------------------- |
| 2015                       | liên_kết=\|viền Houston, Hoa Kỳ        | -48 kg                | 80                    | 82                    | 82                    | 14                    | 100                   | 100                   | 104                   | 14                    | 180                   | 13                    |
| 2014                       | liên_kết=\|viền Almaty, Kazakhstan     | 58 kg                 | 76                    | 79                    | 83                    | 28                    | 96                    | 101                   | 105                   | 23                    | 180                   | 25                    |
| Thế vận hội mùa hè         |                                        |                       |                       |                       |                       |                       |                       |                       |                       |                       |                       |                       |
| 2016                       | liên_kết=\|viền Rio de Janeiro, Brazil |                       |                       |                       |                       |                       |                       |                       |                       |                       |                       |                       |
| Trò chơi thịnh vượng chung |                                        |                       |                       |                       |                       |                       |                       |                       |                       |                       |                       |                       |
| 2014                       | liên_kết=\|viền Glasgow, Scotland      | 58 kg                 | 82                    | 82                    | 85                    | —                     | 100                   | 100                   | 100                   | —                     | 0                     | ---                   |